# 马丁·格罗特科普
马丁·格罗特科普（德語：Martin Grothkopp，1986年6月21日—），德国男子雪车运动员。他曾代表德国参加2018年冬季奥林匹克运动会雪车比赛，联同弗朗切斯科·弗里德里希、坎迪·鲍尔和托尔斯滕·马尔吉斯获得一枚金牌。